# A2 (autoestrada)
A A2 ou Autoestrada do Sul é uma autoestrada portuguesa, que liga Lisboa com Paderne, ligando a região da Área Metropolitana de Lisboa com as sub-regiões Alentejo Litoral e Baixo Alentejo, pertencendo à Região do Alentejo, e a região do Algarve, tendo uma extensão total de 240,8 km.
É a segunda maior autoestrada portuguesa em extensão. Estabelece a ligação entre Lisboa e o sul do país, nomeadamente a região do Algarve, servindo a região do Alentejo Litoral, Alentejo Central e o Baixo Alentejo. Veio atenuar as fracas acessibilidades que estas regiões possuíam ao resto do país (permitindo que a ligação entre Lisboa e o Algarve seja efectuada em pouco mais de 2 horas) e acabou por se constituir como um eixo estruturante para a própria região, sendo bastante utilizada pela maioria dos condutores que se deslocam do norte e do centro para o extremo sul do país.
Não é, no entanto, de desprezar a sua importância ao nível da região Área Metropolitana de Lisboa pelo facto de ser utilizada diariamente por dezenas de milhares de veículos que se deslocam da Margem Sul do Tejo para a capital.
No seu início atravessa uma grande área urbana, que se constitui dos municípios de Almada, Seixal e Palmela, que chega até ao nó de Marateca, aonde a autoestrada faz ligação com a A6 direção a Évora e a Espanha e com a A12 direção ao Montijo e a entrada leste de Lisboa, pela Ponte Vasco da Gama. A partir daí entra numa zona de cariz essencialmente rural. Passando pelos municípios de Alcácer do Sal, Grândola, Aljustrel, Castro Verde, Ourique e Almodôvar, chega-se ao município de Albufeira, aonde a autoestrada faz ligação com a A22. 
A conclusão desta autoestrada ocorreu em 2002, 36 anos após a inauguração da Ponte 25 de Abril (então designada na época Ponte Salazar).
É concessionada pela Brisa em regime de portagens, existindo apenas um troço isento desse pagamento, entre Almada e o Fogueteiro. Um trajecto entre Lisboa e a Via do Infante custa 20,45€ para um veículo Classe 1 (não se inclui o preço da travessia da Ponte 25 de Abril, concessionada à Lusoponte.)
Traçado da A 2 no Google Maps

## Cronologia de Troços
| Troço                                                  | Inauguração | km   |
| ------------------------------------------------------ | ----------- | ---- |
| Lisboa - Almada (inclui extensão da Ponte 25 de Abril) | 08/1966     | 6,2  |
| Almada - Fogueteiro                                    | 1966        | 8,9  |
| Fogueteiro - Coina                                     | 1978        | 8,8  |
| Coina - Palmela                                        | 1978        | 11,5 |
| Palmela - Nó de Setúbal ( A 12 )                       | 1979        | 2,0  |
| Nó de Setúbal ( A 12 ) - Marateca                      | 04/1994     | 19,4 |
| Marateca - A 6 / A 13                                  | 08/1995     | 1,9  |
| A 6 / A 13 - Alcácer do Sal                            | 11/1997     | 25,3 |
| Alcácer do Sal - Vale de Guizo (N382)                  | 02/1999     | 14,0 |
| Vale de Guizo (N382) - Grândola (sul)                  | 05/1998     | 24,0 |
| Grândola (sul) - Castro Verde                          | 07/2001     | 58,2 |
| Castro Verde - Paderne ( A 22 )                        | 07/2002     | 62,0 |

## Capacidade

### Trânsito
De acordo com o contrato de concessão , assinado em 2008 entre a Brisa Concessão Rodoviária e o Estado Português, é da responsabilidade da concessionária o alargamento do número de vias sempre que o tráfego médio diário anual (TMDA) seja superior a 35.000 veículos (6 vias, 3 por sentido) ou de 60.000 veículos (8 vias, 4 por sentido).
As obras de alargamento são uma imposição legal resultante do contrato de concessão, que prevê o alargamento de um sublanço de auto-estrada quando se atingem e confirmam determinados patamares de tráfego médio diário (cfr. Base XXVII, do DL 294/97, de 24 de Outubro).
| Troço                                      | Tráfego Médio Diário (TMD) Anual 2013 | Tráfego Médio Diário (TMD) Anual 2023 | Evolução | Alargamento       | Data    |
| ------------------------------------------ | ------------------------------------- | ------------------------------------- | -------- | ----------------- | ------- |
| Ponte 25 de Abril - Almada ( A 38 )        | 136.215                               | 146.491                               | 7,54%    | Concluído*        | 1996    |
| Almada ( A 38 ) - Fogueteiro               | 79.299                                | 86.954                                | 9,66%    | Recomendável (1A) | 1996    |
| Fogueteiro - Coina ( IC 21 )               | 32.646                                | 38.109                                | 16,73%   | Concluído         | 12/2006 |
| Coina ( IC 21 ) - Palmela                  | 26.375                                | 33.812                                | 28,23%   | Concluído         | 08/2010 |
| Palmela - Setúbal ( A 12 )                 | 26.792                                | 35.072                                | 30,91%   | Concluído         | 04/2011 |
| Setúbal ( A 12 ) - Marateca                | 18.193                                | 28.551                                | 56,91%   | Não               | -       |
| Marateca - ( A 6 / A 13 )                  | 16.457                                | 27.355                                | 66,22%   | Concluído         | 08/1995 |
| ( A 6 / A 13 ) - Alcácer do Sal            | 13.526                                | 23.510                                | 73,75%   | Não               | -       |
| Alcácer do Sal - Grândola ( IC 33 )        | 12.054                                | 20.743                                | 72,11%   | Não               | -       |
| Grândola ( IC 33 ) - Grândola Sul ( A 26 ) | 9.109                                 | 15.914                                | 74,66%   | Não               | -       |
| Grândola Sul ( A 26 ) - Aljustrel          | 7.070                                 | 12.680                                | 79,28%   | Não               |         |
| Aljustrel - Castro Verde ( IP 2 )          | 6.959                                 | 12.602                                | 81,12%   | Não               | -       |
| Castro Verde ( IP 2 ) - Almodôvar          | 7.536                                 | 13.815                                | 83,34%   | Não               | -       |
| Almodôvar - Messines                       | 7.699                                 | 14.160                                | 83,94%   | Não               | -       |
| Messines - Paderne ( A 22 )                | 7.333                                 | 13.888                                | 89,41%   | Não               | -       |

- Na Ponte 25 de Abril, apesar do tráfego muito intenso, não é possível proceder ao alargamento das vias por limitação da própria infraestrutura da ponte. Alternativa   A 12 , Terceira Travessia do Tejo  ou Quarta Travessia do Tejo
- (1) Apesar de justificar o alargamento para 4 vias por sentido, aplica-se a Al.5, ponto 24., do Contrato de Concessão [4], em que, equivalentemente, se construam novas autoestradas [...] que constituam alternativas de escoamento de tráfego.
- (1A) Alternativa   A 33 CRIPS

### Perfil
| Troço                                 | Perfil | Extensão |
| ------------------------------------- | ------ | -------- |
| Lisboa - Setúbal ( A 12 )             |        | 36 km    |
| Setúbal ( A 12 ) - Marateca           |        | 19 km    |
| Marateca - A 6 / A 13                 |        | 2 km     |
| A 6 / A 13 - Serra do Caldeirão       |        | 147 km   |
| Travessia da Serra do Caldeirão       |        | 15 km    |
| Serra do Caldeirão - Paderne ( A 22 ) |        | 20 km    |

## Saídas

### Lisboa - Paderne (Albufeira)
|  | km     | Número da Saída | Destinos                                                         | Estrada que liga                        |
|  | ------ | --------------- | ---------------------------------------------------------------- | --------------------------------------- |
|  | km 0   |                 | Lisboa                                                           | Eixo Norte-Sul / Ponte 25 de Abril      |
|  |        |                 | Ponte 25 de Abril                                                |                                         |
|  |        |                 | Praça de Portagem de Almada (km 5) (apenas no sentido Sul-Norte) |                                         |
|  | km 6   | 1               | Almada Caparica / Trafaria                                       | A 38                                    |
|  | km 15  | 2               | Fogueteiro / Seixal Azeitão / Sesimbra                           | N 10 N 378                              |
|  |        |                 | Praça de Portagem de Coina (km 24)                               |                                         |
|  | km 24  | 3               | Coina / Barreiro Montijo                                         | A 33 A 39                               |
|  | km 35  | 4               | Palmela Pinhal Novo                                              | N 252                                   |
|  | km 38  | 5               | Setúbal Lisboa (norte) / Montijo                                 | A 12                                    |
|  | km 54  | 6               | Marateca Pegões                                                  | N 10                                    |
|  |        |                 | Fim do troço comum com o IP 7 - A estrada IP 7 continua pela A 6 |                                         |
|  | km 56  | 7               | Espanha / Évora Santarém                                         | A 6 A 13 IP 7                           |
|  | km 82  | 8               | Alcácer do Sal Tróia                                             | IC 1                                    |
|  | km 104 | 9               | Grândola (norte) Sines                                           | IC 33                                   |
|  | km 120 | 10              | Grândola (sul) Beja / Ferreira do Alentejo                       | N 259 ( IP 8 ) A 26                     |
|  | km 151 | 11              | Aljustrel                                                        | N 261                                   |
|  | km 178 | 12              | Castro Verde / Beja Ourique                                      | IP 2 N 123                              |
|  | km 195 | 13              | Gomes Aires Almodôvar                                            | N 393                                   |
|  | km 228 | 14              | Messines Silves (Portugal) / Salir                               | · N 124 Ficheiro:Algarve A2.JPG Algarve |
|  |        |                 | Praça de Portagem de Paderne (km 235)                            |                                         |
|  | km 240 | 15              | Portimão / Albufeira Espanha / Faro                              | A 22                                    |

## Áreas de Serviço
- Área de serviço do Seixal (km 9) (apenas Lisboa-Algarve)

- Área de serviço de Palmela (km 31)
- Área de serviço de Alcácer do Sal (km 69)
- Área de serviço de Grândola (km 107)
- Área de serviço de Aljustrel (km 147)
- Área de serviço de Almodôvar (km 193)